# Фукуока
 Тази статия е за града в Япония.  За префектурата вижте Фукуока (префектура).  
Фукуока (на японски: 福岡市, по английската Система на Хепбърн Fukuoka-shi, Фукуока-ши) е град в Южна Япония, административен център на префектура Фукуока. Намира се на остров Кюшу, на брега на протока Цушима. Населението му е около 1 410 000 души (2006).

## Личности
- Родени във Фукуока
  - Кейносуке Еноеда (1935-2003), каратист
  - Виктория Принсипал (р. 1946), американска актриса
  - Шигеру Егами (1912-1981), каратист
  - Аюми Хамасаки (р.1978), певица

## Побратимени градове
| Държава       | Град                 |
| ------------- | -------------------- |
| САЩ           | Атланта              |
| Нова Зеландия | Окланд               |
| Франция       | Бордо                |
| Южна Корея    | Пусан                |
| Китай         | Гуанджоу             |
| САЩ           | Оукланд (Калифорния) |
| Малайзия      | Ипох                 |